# Coppa Latina 2000 (hockey su pista)
La Coppa Latina 2000 è stata la 18ª edizione dell'omonima competizione europea di hockey su pista riservata alle squadre nazionali. Il torneo ha avuto luogo dal 12 al 13 marzo 2000.
La vittoria finale è andata alla nazionale della Spagna che si è aggiudicata il torneo per la settima volta nella sua storia.

## Formula
La Coppa Latina 2000 vede la partecipazione delle nazionali della Francia, dell'Italia, del Portogallo e della Spagna. La manifestazione fu organizzata con la formula delle final four con semifinali e finali ad eliminazione diretta.

## Risultati

### Semifinali
| Ponta Delgada 12 marzo 2000 | Portogallo | 5 – 3 | Francia |  |

| Ponta Delgada 12 marzo 2000 | Italia | 1 – 4 | Spagna |  |

### Finale 3º/4º posto
| Ponta Delgada 13 marzo 2000 | Francia | 2 – 3 | Italia |  |

### Finale 1º/2º posto
| Ponta Delgada 13 marzo 2000 | Portogallo | 1 – 4 | Spagna |  |